# 武藤規夫
武藤 規夫（むとう のりお、1964年10月19日 - ）は、日本の元ラグビー選手、現在は指導者（NPO法人SCIXラグビークラブのコーチ）。

## プロフィール
- 宮崎県延岡市出身。
- ポジションはフランカー(FL)。

## 来歴
延岡工業高校入学時は野球部に入るつもりだったが野球部がなく、兄がしていたこともラグビー部に入部する。
高校時代花園経験はなかったが、3年時に高校日本代表に選ばれる。同時のラグビー高校日本代表には明治大OBの高橋善幸や大西一平らが名を連ねる。高校日本代表合宿にて無名高校出身でありながら、次々と代表候補選手をタックルで倒していたので最初にレギュラーとして抜擢された。高校日本代表のプレーをみていた当時の同志社大学ラグビー部の岡仁詩部長（当時）の誘いもあり、卒業後は同志社大学へ入学する。
大学入学時、上級生には大八木淳史・平尾誠二らスター揃いの中にあっても1年生ながらレギュラーとして活躍し、大学ラグビー3連覇に貢献する
大学卒業後はワールドラグビー部に入るつもりであったが、先輩の大八木淳史らの勧めもあり神戸製鋼ラグビー部へ入社となる。入社後の1年目は怪我で出場できなかったが2年目以降は不動のフランカーとして神戸製鋼ラグビー部V7黄金期を支えた。
現役引退後はNPO法人SCIXラグビー部のコーチとして後進育成を行っている。

## プレースタイル
- プレースタイルは比較的地味だが、決して抜かれない強固なディフェンスと底を突きない運動量は「ボールのあるところに武藤あり」といわれる所以である。（参考）SCIX　RUGBY　CLUB　HP
- サイドアタックを得意とし、密集時におけるステップの切り方が独特だったため、相手からは「タックルしにくい選手」という評価を受けた。
- 社会人になってから、代表チームとは無縁だったが、一部のファンからは、疑問が上がっていた。